# Пуерто-де-Бехар
Пуерто-де-Бехар (ісп. Puerto de Béjar) — муніципалітет в Іспанії, у складі автономної спільноти Кастилія-і-Леон, у провінції Саламанка. Населення — 389 осіб (2010).
Муніципалітет розташований на відстані близько 180 км на захід від Мадрида, 70 км на південь від Саламанки.

## Демографія
Динаміка населення (INE ):

## Зовнішні посилання
- Провінційна рада Саламанки: індекс муніципалітетів
- Посилання на Google Maps